# Josef Mareš (kriminalista)
Josef Mareš (* 25. února 1964) je český scenárista a bývalý vedoucí oddělení vražd krajského ředitelství Policie České republiky v Praze. Je spoluautorem scénářů televizních seriálů Případy 1. oddělení, Devadesátky a Docent.

## Životopis
Narodil se 25. února 1964. V letech 1983-1988 vystudoval obor technická kybernetika na Fakultě elektrotechnické ČVUT.
U Policie České republiky začínal v roce 1990 jako vyšetřovatel na Obvodním úřadě vyšetřování v Praze 4. Na oddělení vražd působil od roku 1993 do 30. listopadu 2019, kdy po neshodách s nadřízenou Radkou Drexlerovou  odešel do civilu. V letech 2001 až 2006 byl vedoucím I. oddělení pražské mordparty, poté působil na postu zástupce velitele SKPV (2006-2009). V letech 2010-2019 opět působil jako vedoucí oddělení vražd. Jeho nejznámější případy, na jejichž vyšetřování se podílel byla kauza orlických vražd, vražda Ludviky Jonákové, manželky kontroverzního podnikatele Ivana Jonáka, vraždy spojené s nelegálním obchodem s lehkými topnými oleji či vražda Anny Janatkové. 
V roce 2022 si zahrál v seriálu Devadesátky praporčíka Jana Vetchého.
Dne 20. října 2022 vydal svou první knihu Josef Mareš: Moje případy z 1. oddělení. Dne 16. ledna 2023 byl nominován na cenu filmových fanoušků, za seriál Devadesátky. Dne 4. února 2023 byl nominován na cenu filmové kritiky, cenu však nezískal. 
V roce 2023 si zahrál v seriálu Docent Marka Tomáška.
Je velkým fanouškem AC Sparta Praha. 
V roce 2020 začal pracovat na Úřadu pro dokumentaci a vyšetřování zločinů komunismu.